# Ритам нереда
Ритам нереда је панк рок група из Србије. Група је основана 1987. године у Новом Саду, а први концерт су имали тек крајем 1989.

## Историја
Група ради од 1989. године, али идеја о рађању бенда је настала још 1987. године када је снимљена прва песма За Нови Сад, у постави Бобан, Фритз и Павке. Крајем 1989. године снимљени су демо снимци (студио Барбаро + Матрикс) које је под називом Oi Ain't Dead објавио Предсказање Тејпс. У то време група је кренула са концертним активностима и од почетка их прати велики број истомишљеника и фанова (скинси и панкери) који члановима бенда дају додатну мотивацију.
Средином 1990. године, група је у студију Матрикс снимила свој први албум Никог нема. Албум је добио одличне критике, а група се убрзо нашла на листама иностраних независних медија, а уследили су и позиви за концерте. Група је направила прво пробој у Европи и свету, па тек онда у Југославији. У Југославији је албум објављен након пар месеци као касета за Ghost house.
Крајем 1992. групи се придружио Ћоми и и отпочело је снимање другог албума. Breaking је снимљен за немачки Walzwerk records, а у Србији га је објавио Music Yuser. Уследили су позиви за разне панк-рок фестивале широм Европе и самостални концерти у Немачкој, али због рата и санкција у Југославији, чланови бенда не добијају визе. 
Тада уместо ПЈ-а у групу долази Ставра и Ритам нереда свира по целој Југославији, тако да је следећи албум Pogo live продукт живих наступа. Почетком 1996. године из бенда одлазе Ставра и Чета, а враћа се ПЈ. Спрема се нови албум, раде се видео-спотови, а Ритам нереда улази у новосадски DUM DUM студио.
Следећи албум Звуци бола објављен је тек крајем 1996. у продукцији Nered Source (власништво бенда). Одмах након тога у бенд долази Кића, бас-гитариста, и креће се на промоцију бенда. Али, због њиховог флертовања са екстремно десничарском публиком и идеологијом (нпр. узвик White power - Бела моћ у песми NS Kids Are Innocent, где је нејасно да ли је НС скраћеница за Нови Сад или национал-социјализам, (као и због ангажмана неких од чланова бенда) група је игнорисана од стране медија, а од стране разних политичких партија и организација је окарактерисана као крајње радикална и на сваком кораку нападана и забрањивана. После изласка албума Звуци бола бенд је проглашен за државног непријатеља, искоришћено је убиство ромског детета да са свим снагама навали на бенд. После тога Ритам нереда доживљава страшну медијску блокаду која траје до данас, и отежава нормалан рад групе. Снимљени су спотови за Туђи гласови и Ваш свет, ишло се на промоције по Србији, а бенд ради снимке у студију М. После тога из бенда одлази Барбун и бенд ради поново као четворка. Током 1998. бенд је реиздао своје албуме Никог нема, Breaking и Pogo live у облику диги пака и тим потезом ставља сва своја издања на дискове и касете. У то време из бенда одлази Кића, а нови члан је један од најпознатијих новосадских басиста, Мире, са којим бенд почиње да ради нови албум. Ритам нереда почиње пробе нових песама и већ у новембру 1998. се раде демо снимци у Чешњаку. Од снимљене три песме, две иду на албум као Бонус Песме.
Почетком 1999. бенд добија повољан позив за снимање новог албума у Аустрији у студију Арт Ноисе у граду Велсу. Снимање новог албума под називом 999 је почело у марту под вођством Бобана Милуновића и прекинуто је почетком бомбардовања када се чланови групе враћају у земљу. Наредних осам месеци се чека на ремастеринг (АТС студио) и издавача.
У фебруару 2000. праве се договори са издавачком кућом Аутоматик рекордс из Београда о издавању новог албума 999 и реиздању старих албума који су распродати и пиратизовани у међувремену. Средином 2002. године у продаји се појављује албум Exist То Resist.
Крајем исте године изашао је и албум Порив који је донео знатну промену у звуку бенда. Многи су га критиковали, а сам бенд никада није извео уживо ни једну нумеру са овог албума. Снимљен је спот за сингл нумеру Одлазе који се емитовао по телевизијским станицама.
Све до септембра 2006. године Ритам нереда није издао ниједан албум. Актуелни албум IX је изашао 2. октобра 2006. за издавачку кућу Оне Рекордс из Београда. Први сингл је нумера Хиљаде за коју урађен и спот у продукцији Берар из Новог Сада. Бенд је одржао промоције новог албума у Новом Саду (2. март 2007) и Београду (1. јун 2007). Ритам нереда је 26. јуна 2007. учествовао на Туборг грин фестивалу у Инђији, а поред њих учествовали су и Едо Маајка, Кирил, Касабијан (бенд) и Ред хот чили пеперс.

## Дискографија

### Албуми
- (1990)
- (1991)
- (1993)
- (1995)
- (1996)
- (2000)
- (2002)
- (2002)
- (2006)
- (2010)
- (2015)
- (2017)
- (2023)